# Podsavezna nogometna liga Gospić 1961./62.
Podsavezna nogometna liga Gospić, također i kao Liga Nogometnog podsaveza Gospić je bila liga trećeg stupnja nogometnog prvenstva Jugoslavije u sezoni 1961./62. 
 
Sudjelovalo je 11 klubova, a prvak je bila "Visočica" iz Divosela kod Gospića, koja se potom natjecala za prvaka "Zone Sisak – Karlovac – Gospić". 

## Ljestvica
| mj. | klub                     | ut. | pob. | ner. | por. | gol+ | gol- | bod |
| --- | ------------------------ | --- | ---- | ---- | ---- | ---- | ---- | --- |
| 1.  | Visočica Divoselo        | 20  | 13   | 2    | 5    | 79   | 38   | 28  |
| 2.  | Udarnik Perušić          | 20  | 12   | 4    | 4    | 63   | 33   | 28  |
| 3.  | Velebit Žabica           | 20  | 11   | 4    | 5    | 54   | 30   | 26  |
| 4.  | Lika Lički Osik          | 20  | 12   | 2    | 6    | 58   | 39   | 26  |
| 5.  | Jedinstvo Donji Lapac    | 20  | 8    | 4    | 8    | 39   | 37   | 20  |
| 6.  | Bratstvo Gračac          | 20  | 6    | 8    | 6    | 38   | 46   | 20  |
| 7.  | GOŠK Gospić              | 20  | 6    | 5    | 9    | 44   | 45   | 17  |
| 8.  | Ustanik Srb              | 20  | 8    | 1    | 11   | 49   | 58   | 17  |
| 9.  | Partizan Titova Korenica | 20  | 6    | 3    | 11   | 39   | 59   | 15  |
| 10. | Krbava Udbina            | 20  | 6    | 3    | 11   | 40   | 61   | 15  |
| 11. | Sloga Otočac             | 20  | 6    | 3    | 11   | 38   | 62   | 15  |

- Titova Korenica – tadašnji naziv za Korenicu
- "Visočica" prvak zbog bolje gol-razlike

## Rezultatska križaljka
| kratica | klub                     | BRA | GOŠK | JED | KRB | LIKA | PAR | SLO | UDA | UST | VEL | VIS |
| --- | ------------------------ | --- | ---- | --- | --- | ---- | --- | --- | --- | --- | --- | --- |
| BRA | Bratstvo Gračac          |     |      |     |     |      |     |     |     |     |     |     |
| GOŠK | GOŠK Gospić              |     |      |     |     |      |     |     |     |     |     |     |
| JED | Jedinstvo Donji Lapac    |     |      |     |     |      |     |     |     |     |     |     |
| KRB | Krbava Udbina            |     |      |     |     |      |     |     |     |     |     |     |
| LIKA | Lika Lički Osik          |     |      |     |     |      |     |     |     |     |     |     |
| PAR | Partizan Titova Korenica |     |      |     |     |      |     |     |     |     |     |     |
| SLO | Sloga Otočac             |     |      |     |     |      |     |     |     |     |     |     |
| UDA | Udarnik Perušić          |     |      |     |     |      |     |     |     |     |     |     |
| UST | Ustanik Srb              |     |      |     |     |      |     |     |     |     |     |     |
| VEL | Velebit Žabica           |     |      |     |     |      |     |     |     |     |     |     |
| VIS | Visočica Divoselo        |     |      |     |     |      |     |     |     |     |     |     |
| |                          |     |      |     |     |      |     |     |     |     |     |     |
| podebljan rezultat - utakmice od 1. do 11. kola (1. utakmica između klubova) rezultat normalne debljine - utakmice od 12. do 22. kola (2. utakmica između klubova) rezultat nakošen - nije vidljiv redoslijed odigravanja međusobnih utakmica iz dostupnih izvora rezultat nakošen i smanjen * - iz dostupnih izvora nije uočljiv domaćin susreta prekrižen rezultat - poništena ili brisana utakmica p - utakmica prekinuta 3:0 p.f. / 0:3 p.f. - rezultat 3:0 bez borbe |                          |     |      |     |     |      |     |     |     |     |     |     |

 Izvori: 